# Championnats d'Océanie de VTT 2017
Navigation
Édition précédente Édition suivante
Les Championnats d'Océanie de VTT 2017 ont lieu les 11 et 12 mars 2017, à Toowoomba en Australie.

## Résultats

### Cross-country
| Épreuves       | Or                       | Argent                  | Bronze                  |
| -------------- | ------------------------ | ----------------------- | ----------------------- |
| Hommes élites  | Anton Cooper (NZL)       | Cameron Ivory (AUS)     | Daniel McConnell (AUS)  |
| Hommes espoirs | Ben Bradley (AUS)        | Reece Tucknott (AUS)    | Alex Lack (AUS)         |
| Hommes juniors | Sam Fox (AUS)            | Matthew Dinham (AUS)    | Cameron Wright (AUS)    |
| Femmes élites  | Samara Sheppard (NZL)    | Holly Harris (AUS)      | Rebecca Henderson (AUS) |
| Femmes espoirs | Megan Williams (AUS)     | Charlotte Culver (AUS)  | Charlotte Rayner (NZL)  |
| Femmes juniors | Jessica Manchester (NZL) | Katherine Hosking (AUS) | Liv Bishop (NZL)        |

### Descente
| Épreuves | Or                      | Argent              | Bronze              |
| -------- | ----------------------- | ------------------- | ------------------- |
| Hommes   | Joshua Button (AUS)     | Keegan Wright (NZL) | Wyn Masters (NZL)   |
| Femmes   | Danielle Beecroft (AUS) | Lisa Mathison (AUS) | Shania Rawson (NZL) |

## Tableau des médailles
| Rang  | Nation           | Or | Argent | Bronze | Total |
| ----- | ---------------- | -- | ------ | ------ | ----- |
| 1     | Australie        | 5  | 7      | 4      | 16    |
| 2     | Nouvelle-Zélande | 3  | 1      | 4      | 8     |
| Total | Total            | 8  | 8      | 8      | 24    |